# Thomas-Marie Mamachi
Thomas-Marie Mamachi, (4 décembre 1713 à Chios – 7 juin 1792 à Corneto, près de Montefiascone), est un historien et théologien dominicain greco-italien.

## Biographie
Mamachi entre dans le couvent de l'île de Chios à l'âge de 16 ans puis il poursuit son apprentissage dans le couvent San Marco à Florence où il devient professeur de théologie. Par la suite, il intègre la basilique de la Minerve à Rome et, en 1740, il est nommé professeur de physique à l'université La Sapienza de Rome sans doute sur la recommandation des membres les plus distingués de son ordre dominicain, Dannello Concina, Giuseppe Agostino Orsi et Dinelli, qui, voyant son goût pour l'érudition, souhaite le favoriser. Il collabore avec Orsi à l'écriture de De Romani pontificis in synodos oecumenicas et earum canones potestate.
En 1743, il enseigne la philosophie à la Sacrée congrégation pour la propagation de la foi. Rapidement, le pape Benoît XIV lui décerne le titre de préfet de la bibliothèque Casanatense, de maître de théologie, et de consultant de la Congrégation de l'Index. De par ses fonctions, il prend part à la controverse entre les appelants jansénistes et les jésuites et il s'engage dans des débats théologiques controversés avec Giovanni Domenico Mansi et Giovanni Cadonici. Il intervient également dans la controverse au sujet de la béatification de Juan de Palafox y Mendoza à laquelle il s'oppose.
Entre 1742 et 1785, il est directeur du journal ecclésiastique de Rome et il organise dans sa demeure des réunions avec les érudits de la société romaine. Mamachi est un zélé supporter du souverain pontife de Rome. Prenant parti dans toutes les controverses de son temps, il est l'un des premiers à se prononcer sur les écrits de Johann Nikolaus von Hontheim concernant l'organisation de l'Église et le pouvoir législatif du pape. 
En 1779, le nouveau pape Pie VI le nomme secrétaire de la Congrégation de l'Index puis, par la suite, Maître du Sacré Palais apostolique et il fait fréquemment appel à ses conseils et à sa plume.

## Ses écrits
Mamachi parait avoir commencé sa carrière en 1788 dans la littérature par une dissertation latine sur les Oracles des païens, la Croix vue par Constantin et la chronologie de l'Évangile.  Elle est suivie de quatre lettres adressées à Mansi sous le titre De ratione temporum Athanasiorum, deque aliquot synodis IV soeculo celebratis.
Mamachi entreprend également un grand ouvrage sur les Origines et antiquités chrétiennes, dans lequel il rassemble des travaux originaux et inédits remontant à l'Antiquité. Il en publie successivement 5 volumes sur les 20 qu'il a projetés. 
Par la suite, il s'occupe plus spécialement de théologie. En 1763, il semble avoir travaillé sur une défense du synode de Frascati dirigé par le cardinal d'York. En 1766, à la suite de la controverse produite par le livre de Cadonici, Mamachi publie un traité ayant pour titre De animabus justorum in sinu Abrahae ante Christi mortem, expertibus beatae  visionis Dei.
Mamachi publie également un ouvrage sur le droit pour l'Église d'acquérir et de posséder des biens temporels (1769), des lettres sur la prétendue philosophie des incrédules modernes (1770), les Lettres de Philarète sur l'orthodoxie de Palafox (1772) et des Lettres adressées à  Febronius dont l'objectif est de réfuter les thèses de Hontheim.

## Œuvres
- (la) De ratione temporum Athanasiorum deque aliquot synodis IV saeculo celebratis, Florence, Giovanni Zempel, 1748 (lire en ligne)
- (la) Originum et antiquitatum christianarum libri XX, vol. 1, Rome, Niccolò e Marco Pagliarini, 1749 (lire en ligne)
- (la) Originum et antiquitatum christianarum libri XX, vol. 2, Rome, Niccolò e Marco Pagliarini, 1750 (lire en ligne)
- (la) Originum et antiquitatum christianarum libri XX, vol. 3, Rome, Niccolò e Marco Pagliarini, 1751 (lire en ligne)
- (la) Originum et antiquitatum christianarum libri XX, vol. 4, Rome, Niccolò e Marco Pagliarini, 1752 (lire en ligne)
- (la) Originum et antiquitatum christianarum libri XX, vol. 5, Rome, Niccolò e Marco Pagliarini, 1755 (lire en ligne)
- Dei costumi dei primitivi cristiani, vol. 1, Rome, presso gli Eredi di Gio. Lorenzo Barbiellini, 1753 (lire en ligne)
- Dei costumi dei primitivi cristiani, vol. 2, Rome, presso gli Eredi di Gio. Lorenzo Barbiellini, 1753 (lire en ligne)
- Dei costumi dei primitivi cristiani, vol. 3, Rome, presso gli Eredi di Gio. Lorenzo Barbiellini, 1754 (lire en ligne)
- (la) Epistolae ad Justinum Febronium de ratione regendae christianae reipublicae, vol. 1, Rome, Salvioni, 1776 (lire en ligne)
- (la) Epistolae ad Justinum Febronium de ratione regendae christianae reipublicae, vol. 2, Rome, Salvioni, 1777 (lire en ligne)